# صنایع هوافضایی

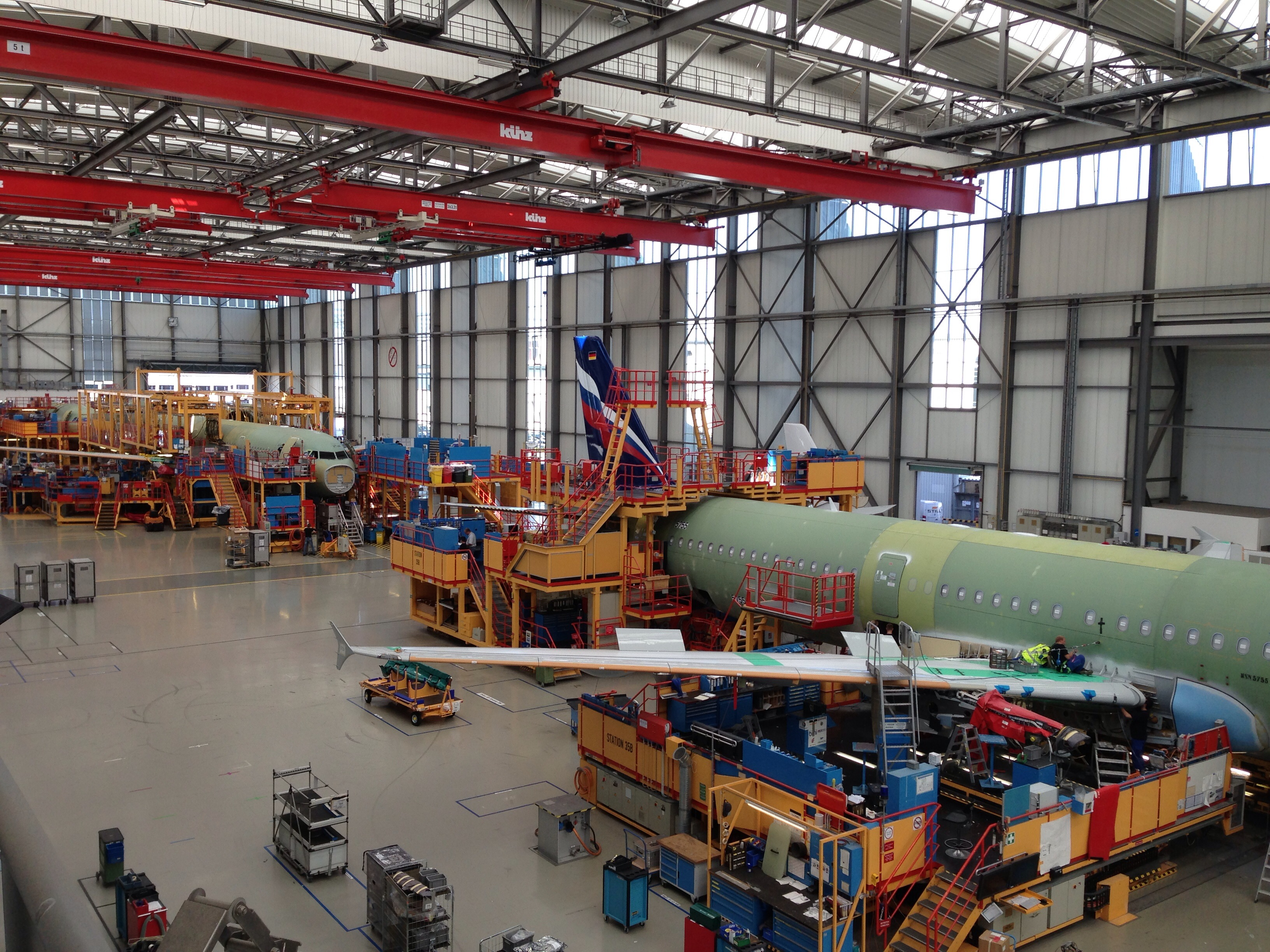
هواپیمای ایرباس ای۳۲۰ در خط مونتاژ پایانی شماره ۳ در کارخانه ایرباس هامبورگ در فرودگاه هامبورگ فینکن‌وردر

صنایع هوافضایی صنایعی هستند که در جنبه‌های گوناگون طراحی، توسعهٔ فناوری، ساخت، آزمایش، فروش و نگهداری هواپیما، بالگرد، موشک، ماهواره، فضاپیما و قطعات آن‌ها، فعالیت می‌کنند.
در اتحادیه اروپا، سازمان فضایی اروپا یکی از بزرگترین مصرف‌کنندگان فناوری و فرآوردهای هوافضا می‌باشد. در روسیه شرکت‌هایی مانند اوبرنپرام و گروه ساخت هواپیمای ایالات متحده از بزرگترین صنایع هوافضای جهان هستند.
در ایالات متحده، وزرات دفاع و ناسا بزرگترین مصرف‌کنندگان فناوری و تجهیزات هوافضا هستند.

## بازار

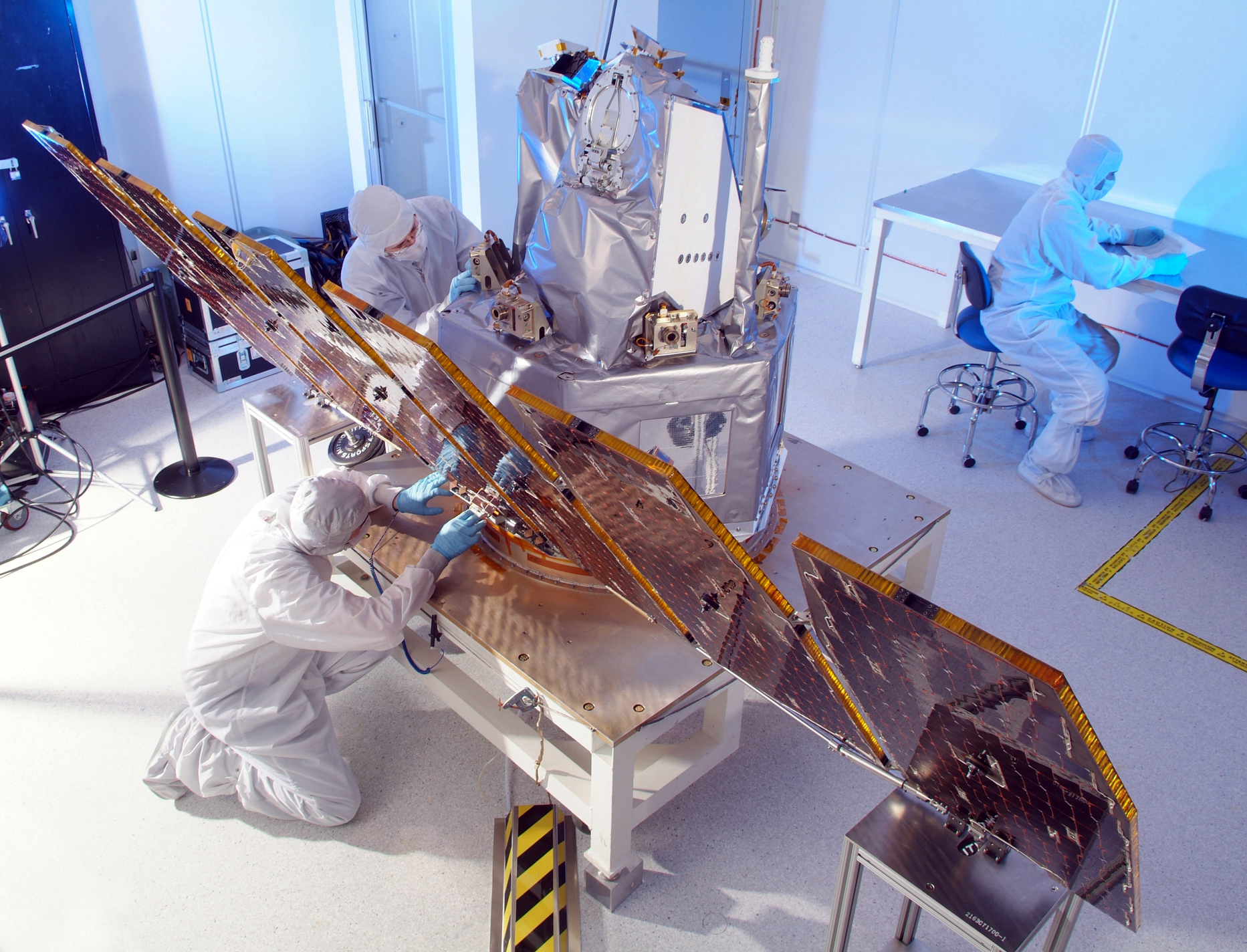
ماهواره AIM (Aeronomy of Ice in the Mesosphere) ناسا، در اتاق تمیز مونتاژ شده‌است.

در سال ۲۰۱۵ ارزش تولید هواپیما ۱۸۰٫۳ میلیارد دلار بود: ۶۱٪ هواپیمای مسافربری، ۱۴٪ هواپیمایی تجاری و عمومی، ۱۲٪ هواپیمای نظامی، ۱۰٪ بالگرد نظامی و ۳٪ بالگرد غیرنظامی. در حالی که ارزش MRO آن‌ها ۱۳۵٫۱ میلیارد دلار یا ۳۱۵٫۴ میلیارد دلار در مجموع بود.
در سال ۲۰۱۷ صنعت هوافضای جهانی ۸۳۸ میلیارد دلار ارزش داشت: هواپیماها و قطعات موتورهای نصب شده ۲۸٪ (۲۳۵ میلیارد دلار)، MRO شهری و نظامی و ارتقا ۲۷٪ (۲۲۶ میلیارد دلار)، ساخت سامانه‌های هواپیما و قطعات ۲۶٪ (۲۱۸ میلیارد دلار)، ماهواره‌ها و فضا ۷٪ (۵۹ میلیارد میلیارد دلار)، موشک‌ها و پهپادها ۵ درصد (۴۲ میلیارد دلار) و دیگر فعالیت‌ها، از جمله شبیه‌سازهای پرواز، تجهیزات الکترونیکی دفاعی، پژوهش‌های عمومی ۷ درصد (۵۹ میلیارد دلار). کشورهای با بزرگترین صنعت به ترتیب عبارتند از: ایالات متحده با ۴۰۸٫۴ میلیارد دلار (۴۹٪) فرانسه با ۶۹ میلیارد دلار (۸٫۲٪) چین با ۶۱٫۲ میلیارد دلار (۷٫۳٪)، انگلیس با ۴۸٫۸ میلیارد دلار (۵٫۸٪)، آلمان با ۴۶٫۲ میلیارد دلار (۵٫۵٪)، روسیه با ۲۷٫۱ میلیارد دلار (۳٫۲٪)، کانادا با ۲۴ میلیارد دلار (۲٫۹٪)، ژاپن با ۲۱ میلیارد دلار (۲٫۵٪)، اسپانیا با ۱۴ میلیارد دلار (۱٫۷٪) و هند با ۱۱ میلیارد دلار (۱٫۳) ٪). ۱۰ کشور برتر ۷۳۱ میلیارد دلار یا ۸۷٫۲٪ کل صنعت را تشکیل می‌دهند.
پیش‌بینی می‌شود در سال ۲۰۱۸، ارزش هواپیمای تجاری جدید به ۲۷۰٫۴ میلیارد دلار برسد در حالی که برای هواپیماهای تجاری ۱۸ میلیارد دلار و بالگردهای شهری ۴ میلیارد دلار پیش‌بینی می‌شود.

## بزرگترین شرکت‌ها
| شرکت               | درآمد | درآمد | درآمد | درآمد | درآمد | درآمد کارکرد | درآمد کارکرد | درآمد کارکرد | درآمد کارکرد | درآمد کارکرد | کشور                |
| شرکت               | ۲۰۱۹  | ۲۰۱۸  | ۲۰۱۷  | ۲۰۱۶  | ۲۰۱۵  | ۲۰۱۹         | ۲۰۱۸         | ۲۰۱۷         | ۲۰۱۶         | ۲۰۱۵         | کشور                |
| ------------------ | ----- | ----- | ----- | ----- | ----- | ------------ | ------------ | ------------ | ------------ | ------------ | ------------------- |
| ایرباس             | ۷۸٫۹  | ۷۵٫۱  | ۷۲٫۳  | ۷۰٫۸  | ۶۸٫۸  | ۱٫۵          | ۵٫۹۵         | ۳٫۷۰         | ۲٫۴۰         | ۴٫۳۴         | اتحادیه اروپا       |
| بوئینگ             | ۷۶٫۶  | ۱۰۱٫۰ | ۹۳٫۴  | ۹۴٫۶  | ۹۶٫۱  | -۱٫۹۸        | ۱۲٫۰۰        | ۱۰٫۳۰        | ۴٫۹۰         | ۵٫۱۸         | ایالات متحده آمریکا |
| لاکهید مارتین      | ۵۹٫۸  | ۵۳٫۸  | ۵۱٫۰  | ۴۷٫۲  | ۴۰٫۵  | ۸٫۵۵         | ۷٫۳۳         | ۵٫۹۰         | ۵٫۵۵         | ۴٫۷۱         | ایالات متحده آمریکا |
| یونایتد تکنالوجیز  | ۴۶٫۹  | ۳۶٫۰  | ۳۰٫۹  | ۲۹٫۰  | ۳۳٫۱  | ۵٫۷۷         | ۳٫۵۷         | ۳٫۸۳         | ۳٫۸۴         | ۳٫۰۰         | ایالات متحده آمریکا |
| نورثروپ گرامن      | ۳۳٫۸  | ۳۰٫۱  | ۲۵٫۸  | ۲۴٫۵  | ۲۳٫۵  | ۳٫۹۷         | ۳٫۷۸         | ۳٫۳۰         | ۳٫۱۹         | ۳٫۰۸         | ایالات متحده آمریکا |
| جی‌ای اوییشن        |       | ۳۰٫۶  | ۲۷٫۴  | ۲۶٫۳  | ۲۴٫۷  |              | ۶٫۴۷         | ۶٫۶۴         | ۶٫۱۲         | ۵٫۵۱         | ایالات متحده آمریکا |
| ریتیان تکنالوجیز   |       | ۲۷٫۱  | ۲۵٫۳  | ۲۴٫۱  | ۲۳٫۲  |              | ۴٫۵۴         | ۳٫۳۲         | ۳٫۲۴         | ۳٫۰۱         | ایالات متحده آمریکا |
| سافران             |       | ۲۵٫۲  | ۱۷٫۹  | ۱۶٫۸  | ۱۶٫۶  |              | ۳٫۴۳         | ۲٫۵۸         | ۲٫۵۴         | ۱٫۷۱         | فرانسه              |
| رولز-رویس هلدینگ   |       | ۱۵٫۰  | ۱۲٫۷  | ۱۲٫۰  | ۱۳٫۲  |              | ۰٫۴۴         | ۱٫۱۱         | ۰٫۹۸         | ۱٫۷۷         | بریتانیا            |
| لئوناردو اس.پی.ای. |       | ۱۴٫۴  | ۱۲٫۵  | ۱۲٫۸  | ۱۳٫۹  |              | ۰٫۵۹         | ۰٫۹۰         | ۱٫۰۵         | ۰٫۹۴         | ایتالیا             |
| بی‌ای‌ئی سیستمز      |       | ۱۲٫۸  | ۱۳٫۴  | ۱۳٫۴  | ۱۳٫۹  | -            | -            | -            | -            | -            | بریتانیا            |